# Ceriagrion pallidum
Ceriagrion pallidum är en trollsländeart som beskrevs av Fraser 1933. Ceriagrion pallidum ingår i släktet Ceriagrion och familjen dammflicksländor. IUCN kategoriserar arten globalt som otillräckligt studerad. Inga underarter finns listade i Catalogue of Life.